# Петров, Алексей Андреевич
Алексей Андреевич Петров (20 ноября 1918 — 12 января 1991) — наводчик 76-мм пушки 166-го гвардейского стрелкового полка гвардии старший сержант.

## Биография
Родился 20 ноября 1918 года в городе Малая Вишера Новгородской области. Окончил 6 классов. Работал слесарем в паровозном депо, помощником машиниста паровоза.
В Красной армии с 1939 года. В боях Великой Отечественной войны с июня 1941 года. Член ВКП/КПСС с 1943 года.
К лету 1944 года гвардии старший сержант Петров — наводчик 76-мм пушки 166-го гвардейского стрелкового полка 55-й гвардейской стрелковой дивизии.
26 июня 1944 года в бою за переправу через реку Птичь в 3 км северо-западнее деревни Новая Дуброва гвардии старший сержант Петров в составе расчёта прямой наводкой уничтожил штурмовое орудие и несколько вражеских солдат.
Приказом от 30 июня 1944 года гвардии старший сержант Петров Алексей Андреевич награждён орденом Славы 3-й степени.
13-14 января 1945 года при прорыве обороны противника в районе железнодорожной станции Тракенен гвардии старший сержант Петров с расчётом огнём с открытой огневой позиции подбил штурмовое орудие противника, подавил огонь 4 пулемётных точек, уничтожил свыше отделения пехоты, чем способствовал продвижению стрелковых подразделений. Был представлен к награждению орденом Славы 2-й степени.
11 февраля 1945 года при отражении контратаки танков и пехоты противника в районе населённого пункта Нонненхаузен гвардии старший сержант Петров прямой наводкой уничтожил и рассеял до взвода пехоты. 19 марта в районе города Хайлигенбайль подавил 4 огневые точки, мешавшие продвижению нашей пехоты. Всего с 13 января по 26 марта 1945 года в боях в Восточной Пруссии артиллерийским огнём поразил 4 пулемёта, 8 огневых точек, истребил свыше взвода пехоты противника.
Приказом от 11 апреля 1945 года гвардии старший сержант Петров Алексей Андреевич награждён орденом Славы 2-й степени.
Приказом от 14 июня 1945 года гвардии старший сержант Петров Алексей Андреевич награждён орденом Славы 2-й степени повторно.
В 1945 году был демобилизован.
Указом Президиума Верховного Совета СССР от 20 декабря 1951 года в порядке перенаграждения Петров Алексей Андреевич награждён орденом Славы 1-й степени. Стал полным кавалером ордена Славы.
Жил в городе Краснодаре. Работал на рыбкомбинате. Скончался 12 января 1991 года. Похоронен в Краснодаре на Славянском кладбище.
Награждён орденами Отечественной войны 1-й степени, Красной Звезды, Славы 3-х степеней, медалями.